# Бад Радкерсбург
Бад Радкерсбург (словен. Radgona) град је у Аустрији, смештен у југоисточном делу државе. Значајан је град у покрајини Штајерској, као седиште истоименог округа Радкерсбург.
Бад Радкерсбург је позната бања у Штајерској. Истовремено је град најосунчаније место у целој Аустрији.

## Историја
У Радгони је имао посед хрватски народни вођа, илирац гроф Јанко Драшковић, који је ту и умро 1856. године.
Вуков познати српски речник поручио је 1818. године одатле Петар Даинко свештеник.

## Природне одлике
Бад Радкерсбург се налази у југоисточном делу Аустрије, на самој државној граници са Словенијом, која окружује град са три стране. Град је удаљен 210 км јужно од главног града Беча. Главни град покрајине Штајерске, Грац, налази се 80 km северозападно од града.
Град Бад Радкерсбург се сместио на левој обали Муре, наспрам словеначког града Горње Радгоне, на другој обали реке. Северно од града се пружа Средњоштајерска котлина, плодна и добро обрађена. Надморска висина града је око 210 m, па је то најнижа тачка у покрајини.

## Становништво
| 1971. | 1981. | 1991. | 2001. | 2011. |
| ----- | ----- | ----- | ----- | ----- |
| 2.007 | 1.745 | 1.938 | 1.599 | 1.361 |

Данас је Бад Радкерсбург град са нешто више близу 1.400 становника. Последњих деценија број становника града се смањује.